# Blanca Hermana
Blanca Hermana Salcedo (Tetuán, 21 de julio de 1962) es una ingeniera técnica industrial, pionera en el ámbito empresarial y tecnológico y Directora ejecutiva de Denso Ten España hasta junio de 2025. Fue la primera mujer en asumir la dirección de una gran industria tecnológica de la provincia de Málaga. 

## Trayectoria
Nacida en Tetuán, se mudó a Málaga con 3 años.Estudió Ingeniería Técnica Industrial en la Universidad de Málaga,siendo la única mujer en su clase y comenzó su trabajo en 1988 en la sede de Fujitsu en Málaga. Entre 1991 y 1994 trabajó en la sede japonesa de la empresa.
En 1994 volvió a España y ocupó el puesto de jefa de sección de personal. En 2007, promocionó a directora del área de gestión de Fujitsu TEN España. Fue la primera mujer en asumir una gran industria tecnológica de la provincia de Málaga (Fujitsu Ten SA, actualmente Denso Ten SA, que se mantiene entre las empresas malagueñas con mayor facturación).
Durante la época de la pandemia del COVID en España dedicó la fábrica de Málaga de Denso España que dirige a la fabricación de respiradores. Recibió, en 2022, de manos del Instituto Andaluz de la Mujer el Premio Farola por su desarrollo.
En 2025 sustituyó an Antonio Urda como presidenta del Consejo Social de la Universidad de Málaga,  siendo la primera mujer en ocupar ese cargo. En ese mismo año, DENSO TEN decide prescindir de su dirección.
Fue deportista en su juventud, llegando a ser semifinalista del Campeonato de España de tenis de mesa y acudió al Europeo de Alemania. Como sénior fue campeona de Andalucía (2013, 2014, 2015, 2016 y 2017) y campeona de Andalucía Mid Amateur (2015).

## Reconocimientos
En 2018 se inauguró una rotonda a su nombre en Málaga capital, en la calle César Vallejo, junto a las instalaciones de la empresa, en el polígono Guadalhorce.Fue solicitada por sus compañeras de clases en el Colegio de las Teresianas.